# قارچ فندقی پرتویی
قارچ فندقی پرتویی (نام علمی: Geastrum coronatum) نوعی قارچ از سرده قارچ‌های فندقی است.
اطلاعات در مورد قارچ فندقی پرتویی در سال ۱۸۰۱ که توسط کریستین هندریک پرسون به چاپ رسید.